# Ringwallburg Duno
Duno ist eine Ringwallburg aus dem 10. Jahrhundert in Heveadorp in der Provinz Gelderland in den Niederlanden.

## Geschichte
Die Ringwallburg wurde wahrscheinlich im Auftrag von Graf Wichman von Hamaland erbaut. Dieser schenkte sie 970 der Abtei zu Elten. Seine Tochter Adela, die mit Graf Balderik verheiratet war, versuchte diese Schenkung rückgängig zu machen, was ihr auch gelang und so bekam sie die Burg 996 zurück. 1018 wurden Adela und Balderik als Herrscher verstoßen und der Großteil ihres Besitzes ging an den Bischof von Utrecht. Später ging die Länderei, auf der die Burg lag, in das Eigentum der Brakel von Doorwerth über. 1880 verkaufte Louise Constanze Jeanne von Brakell das Land samt Burg an ihren zweiten Ehemann. 1888 kam es dann zu einer Versteigerung der Burg. 1914 gelangte die Burg dann in den Besitz von Odo von Vloten, der die Burg nach seinem Tod 1931 der Stiftung Gelders Landschap übertrug. 1997 wurde ein Teil der Befestigungsanlage wieder hergestellt, in dem man Bäume aus den Gräben entfernte und so den ursprünglichen Graben wieder freilegte.

## Beschreibung
Als ein typisches Bauwerk aus dem zehnten Jahrhundert bestand Duno aus einer ovalen Erdbefestigung, die an der Außenseite durch drei Reihen hölzerner Pfähle geschützt war. Ein Wehrgang befand sich wahrscheinlich auf dem Wall. Der Zugangsweg zur Burg führte an der westlichen Seite entlang, so dass dort kein Graben vorhanden war. Der ursprüngliche Durchgang zum Innenhof mit Zugangspforte befand sich weiter westlicher als heute. Im östlichen Teil der Burg fand man Bodenverfärbungen, die auf zwei hölzerne Häuser hindeuten. Bei späteren Arbeiten am Wall wurden diese Häuser zerstört. Im westlichen Teil des Walls wurde eine bastionsartige Struktur entdeckt, deren genauer Zweck bis heute nicht geklärt werden konnte. Auf der Flussseite ist ein 95 Meter langes Teilstück des Walls erhalten.

## Archäologische Untersuchungen
- 1843 ersten archäologischen Untersuchungen durch L. F. J. Janssen
- 1955–1959 durch  Jacques G. N. Renaud

## Funde
Im westlichen Teil der Burg wurde 1843 von Janssen eine 3 Meter lange und 0,5 Meter breite Tuffsteinmauer entdeckt. Diese konnte bei späteren Untersuchung nicht wiedergefunden werden.
Bei Grabungen wurde auch eine Scherbe aus römischer Zeit gefunden, was Spekulationen über einen römischen Ursprung der Burg auslöste. Auf Grund von fehlenden weiteren Zeugnissen aus dieser Zeit, gilt diese These als nicht plausibel.